# Leon van Dijk
Leon van Dijk (Enschede, 9 maart 1992) is een Nederlands voetballer die sinds de zomer van 2014 uitkomt voor HSC '21 in de Zondag Topklasse. Van 2011 tot 2014 speelde hij voor Heracles Almelo. Op 25 maart 2012 maakte hij zijn debuut in het betaald voetbal in de wedstrijd tegen FC Utrecht. In drie seizoenen voor Heracles speelde Van Dijk 4 duels in het betaald voetbal. Daarna vervolgde hij zijn carrière bij HSC '21 dat uitkomt in de Topklasse.

## Statistieken
| Seizoen                         | Club            | Land      | Competitie | Duels | Goals |
| ------------------------------- | --------------- | --------- | ---------- | ----- | ----- |
| 2011/12                         | Heracles Almelo | Nederland | Eredivisie | 1     | 0     |
| 2012/13                         | Heracles Almelo | Nederland | Eredivisie | 1     | 0     |
| 2013/14                         | Heracles Almelo | Nederland | Eredivisie | 2     | 0     |
| Totaal                          | Totaal          | Totaal    | Totaal     | 4     | 0     |
| Bijgewerkt tot 19 augustus 2014 |                 |           |            |       |       |